# Gornja Krušica
Gorja Krušica je ribarsko naselje u Hrvatskoj, nalazi se na otoku Šolti u Splitsko-dalmatinskoj županiji. Prema popisu stanovništva iz 2011. naselje nije imalo stanovnika. Naselje se nalazi na sjevernoj stani otoka Šolte na dnu uvale koja je otvorena prema istoku.
Prema Urbanističkom planu otoka Šolte, područje naselja Gornje Krušice definirano je na sljedeći način: izgrađeni dijelovi područja, neizgrađeni dijelovi područja, zaštitne zelene površine, područja športsko-rekreacijske namjene i kupalište. U akvatoriju obalnog naselja Gornja Krušica planirana su privezišta u okviru daljnjeg turističkog razvoja i odvijanja pomorskog prometa. Gornja Krušica pripada Gornjem Selu.

## Povijest
Gornja Krušica je ribarsko mjesto sa starim kamenim kućama i novoizgrađenim kućama u kojima se nudi privatni smještaj. S obližnjom Stomorskom povezana je cestom.

## Gospodarstvo
Ribarstvo i turizam. U naselju je mala lučica u kojoj su brodovi lokalnih mještana. U naselju nema ugostiteljskih objekata ni trgovine.

## Vanjske poveznice
- Krušica  Arhivirana inačica izvorne stranice od 22. veljače 2014. (Wayback Machine)
- Službeni glasnik Općine Šolta 5/2011
- RD u suradnji s TZ općine Šolta predstavlja Šoltu!   Arhivirana inačica izvorne stranice od 21. veljače 2014. (Wayback Machine)